# Cyrtocladia unisetosa
Cyrtocladia unisetosa är en tvåvingeart som beskrevs av Fritz Isidore van Emden 1947. Cyrtocladia unisetosa ingår i släktet Cyrtocladia och familjen parasitflugor. Inga underarter finns listade i Catalogue of Life.